# 雙眼斑砂鰕虎魚
雙眼斑砂鰕虎魚（学名：Psammogobius biocellatus）为輻鰭魚綱鱸形目鰕虎亞目鰕虎魚科砂鰕虎魚屬的鱼类，俗名双斑叉舌鲨。為熱帶魚類，分布于斯里兰卡、印度、泰国、越南、日本、菲律宾、印度尼西亚、澳大利亚、美拉尼西亚、波利尼西亚、台湾岛以及中国南海等海域及半鹹水域，本魚體黑色至深棕色，體側具有數列縱向小黑斑，背部具2-3個黑色鞍狀斑，第一背鰭黑色，背鰭硬棘7枚；背鰭軟條9枚；臀鰭硬棘1枚；臀鰭軟條8枚，體長可達12公分，棲息在沿海河口區、潟湖、河川下游，生活習性不明。该物种的模式产地在印度Pondicherry。